# Chief Temitope Ajayi
Amina Temitope Ajayi (tên khác: Mama Diaspora) là một nhà tư vấn kinh doanh người Nigeria sống tại Hoa Kỳ. Bà là một kế toán viên được đào tạo, một doanh nhân xã hội và một nhà hoạt động cộng đồng hăng hái. Temitope Ajayi là cựu chủ tịch của tổ chức All Nigerian American Congress (ANAC). Những nỗ lực của bà và việc tiếp tục vận động về các vấn đề của cộng đồng Nigeria của bà đã mang lại cho bà biệt danh "Mama Diaspora" trong các phương tiện truyền thông.
Chief Ajayi nổi tiếng về việc thúc đẩy trao quyền cho phụ nữ và xoá đói giảm nghèo ở châu Phi thông qua kinh doanh nông nghiệp. Thông qua diễn đàn đầu tư Arkansas-Nigeria và các diễn đàn kinh tế song phương khác ở Mỹ, sự kiên trì và tính chân thực của Ajayi đã thuyết phục và thu hút nhiều nhà đầu tư quan trọng trong kinh doanh nông nghiệp từ Mỹ đến Nigeria. Bà là người sáng lập kiêm Giám đốc điều hành của Chương trình Trao quyền Nông nghiệp Mỹ của Nigeria (NAAEP), tham gia vào việc trao quyền nông nghiệp cho nông dân, phụ nữ và thanh niên ở Nigeria nhằm tăng lương thực và sử dụng lao động bền vững cho phụ nữ và thanh niên trong lĩnh vực nông nghiệp.
NAAEP là một tổ chức cơ sở đào tạo và trao quyền cho nông dân trong hệ thống canh tác cơ giới, đồng thời tạo điều kiện cho các khoản vay kinh doanh, khả năng tiếp cận với các trang trại và thu hoạch và tiếp thị sản phẩm cuối cùng của họ ở cả trong nước và quốc tế. Trong năm 2010, Chief Ajayi kêu gọi Chính phủ Liên bang Nigeria giảm lãi suất cho vay đối với nông dân để thúc đẩy ngành nông nghiệp và giảm nghèo trong nước này.